# О’Коннелл, Артур
Артур О’Коннелл (англ. Arthur O'Connell; 29 марта 1908, Нью-Йорк — 18 мая 1981, Лос-Анджелес) — американский актёр, специализировавшийся на исполнении ролей второго плана. Дважды номинировался на премию «Оскар» за лучшую роль второго плана за роли в фильмах «Пикник» (1955) и «Анатомия убийства» (1958).

## Избранная фильмография
- 1948 — Открытый секрет — Картер
- 1955 — Пикник — Ховард Бевенс
- 1956 — Человек в сером фланелевом костюме — Гордон Уокер
- 1956 — Автобусная остановка — Виржиль Блэссинг
- 1958 — Человек с Запада — Сэм Бизли
- 1958 — Анатомия убийства — Парнелл Эмметт Маккарти
- 1959 — Операция «Нижняя юбка» — помощник старшего механика Сэм Тостин
- 1960 — Симаррон
- 1961 — Пригоршня чудес — граф Альфонсо Ромеро
- 1962 — Следуй мечте — Поп Квимпер
- 1964 — Целующиеся кузены
- 1965 — Большие гонки
- 1966 — Фантастическое путешествие
- 1968 — Власть — профессор Гарри Холлсон
- 1971 — Последняя долина — Гоффман
- 1972 — Приключение «Посейдона»
- 1974 — Гекльберри Финн — полковник Грэнджфорд